# Phyllodromica curtipennis
Phyllodromica curtipennis är en kackerlacksart som först beskrevs av Lucien Chopard 1943.  Phyllodromica curtipennis ingår i släktet Phyllodromica och familjen småkackerlackor.
Artens utbredningsområde är Algeriet. Inga underarter finns listade i Catalogue of Life.